# Littorina scutulata
Littorina scutulata är en snäckart som beskrevs av Gould 1849. Littorina scutulata ingår i släktet Littorina och familjen strandsnäckor.

## Underarter
Arten delas in i följande underarter:
- L. s. scutulata
- L. s. pullata

## Bildgalleri

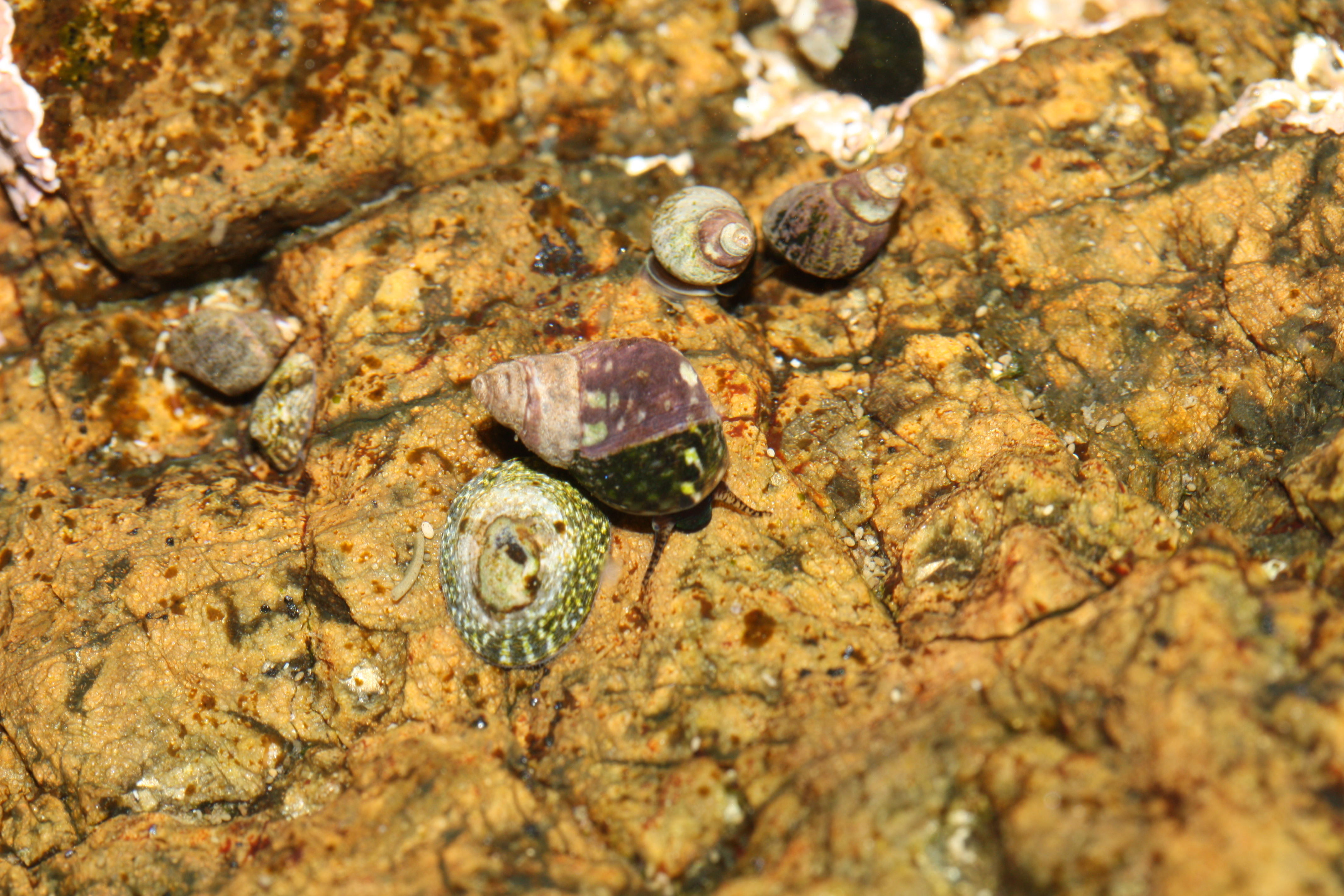
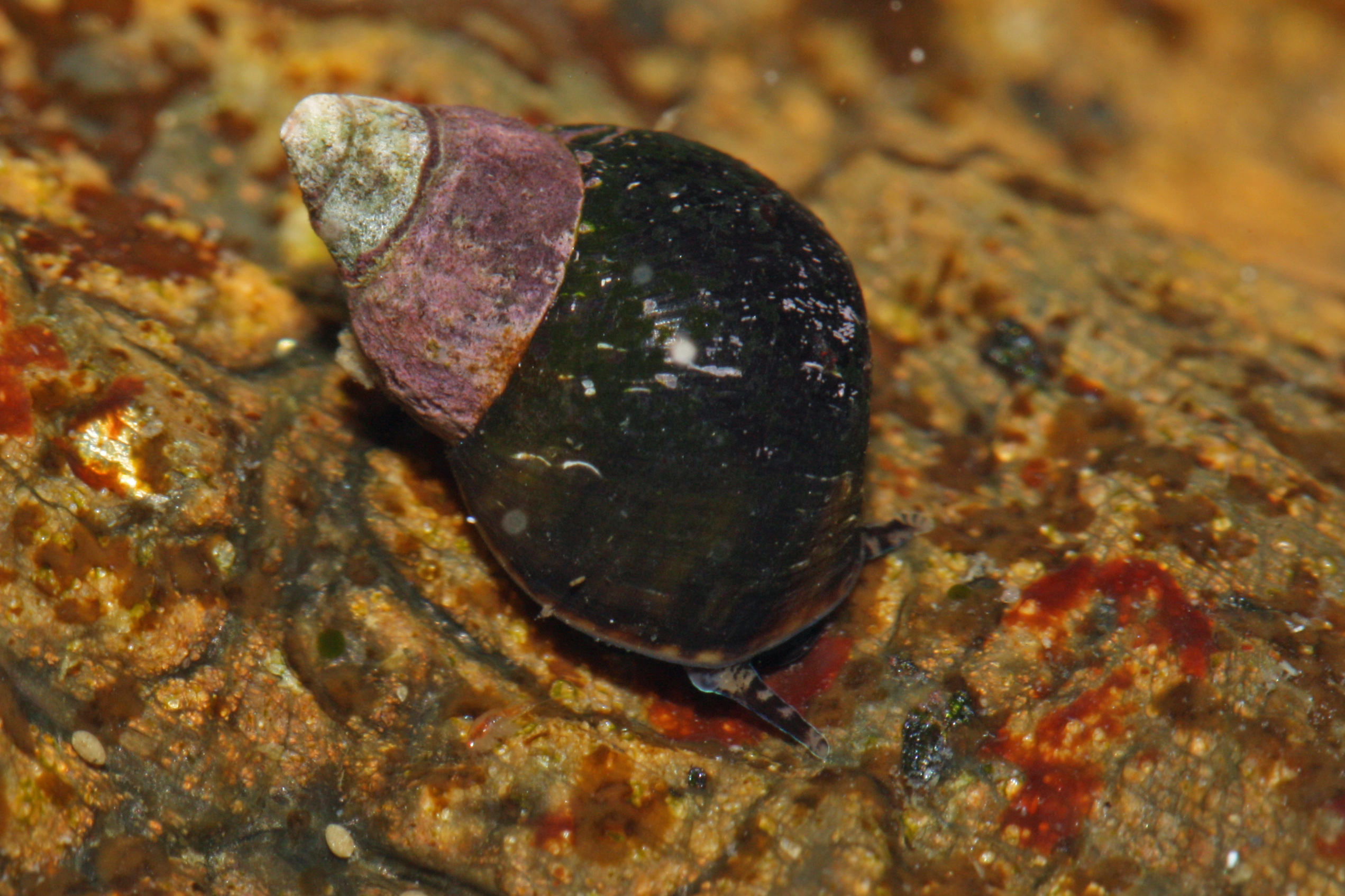
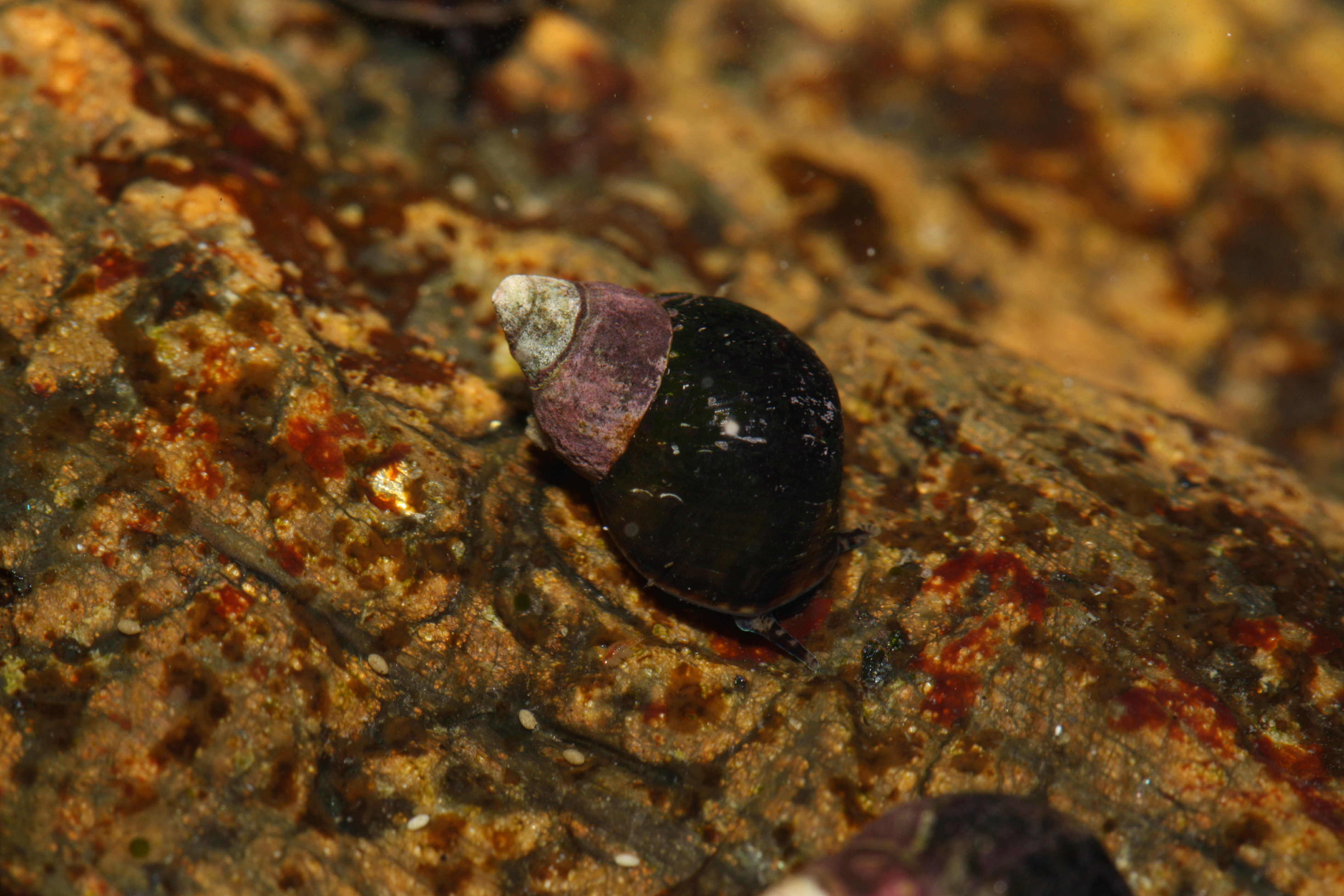
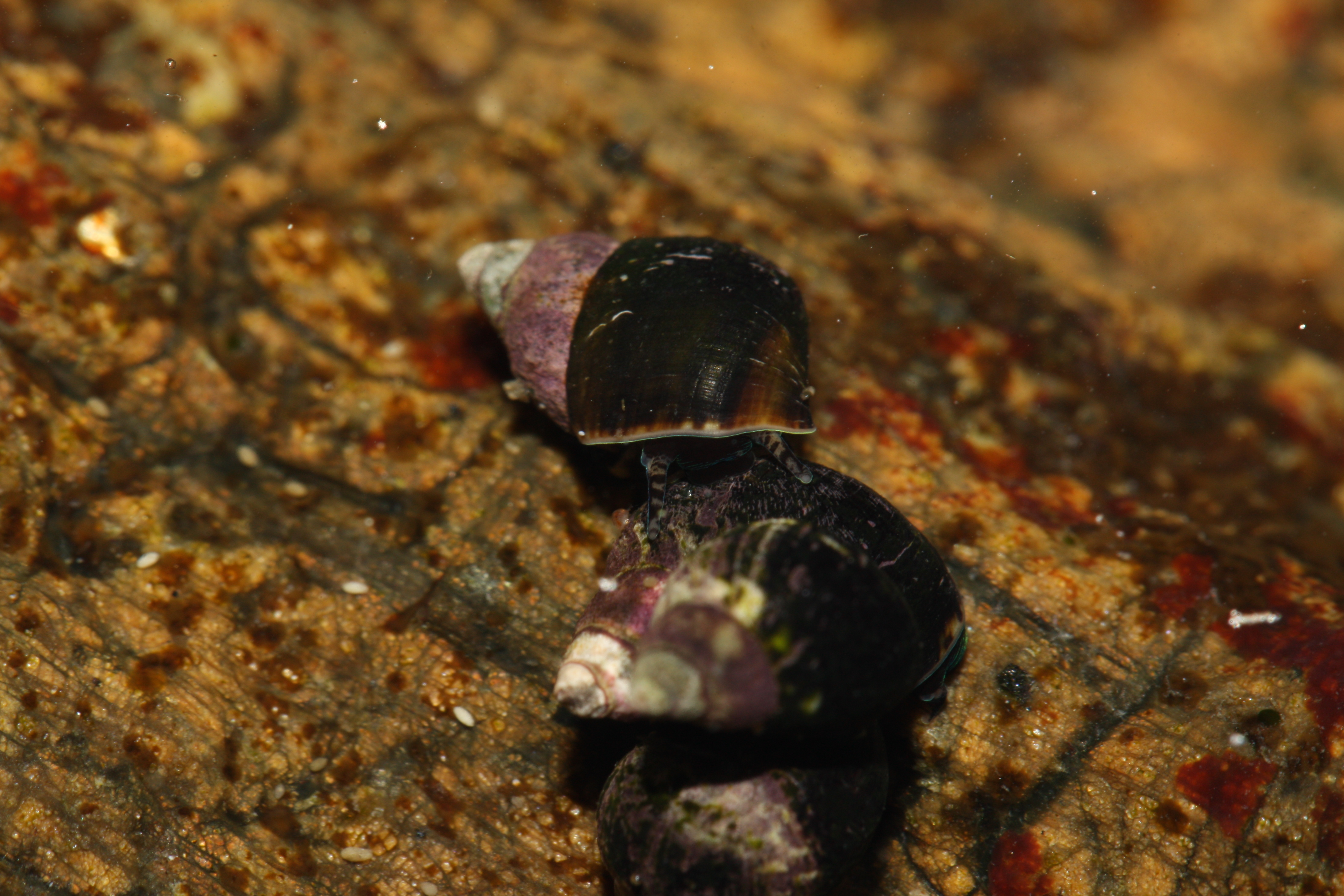
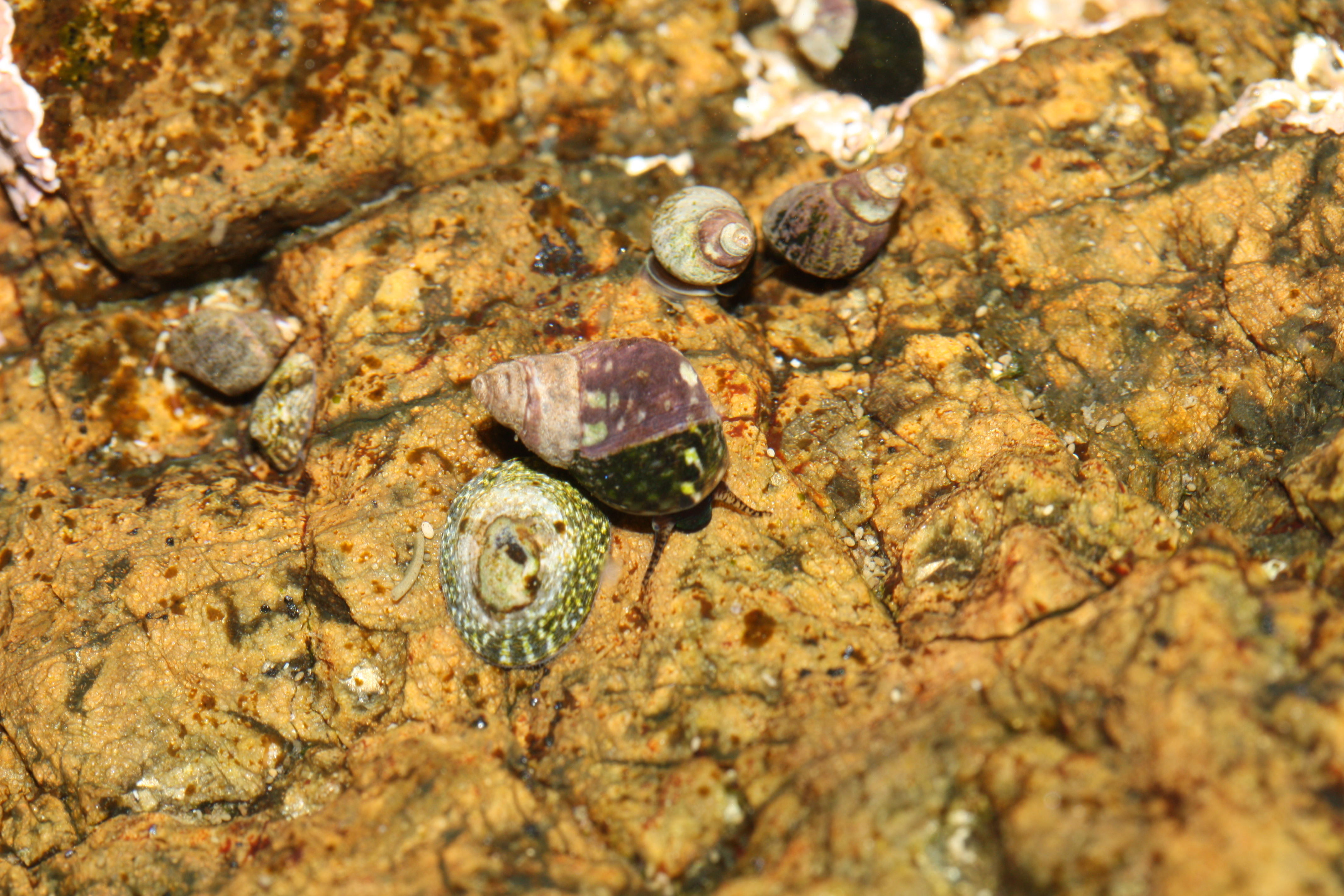
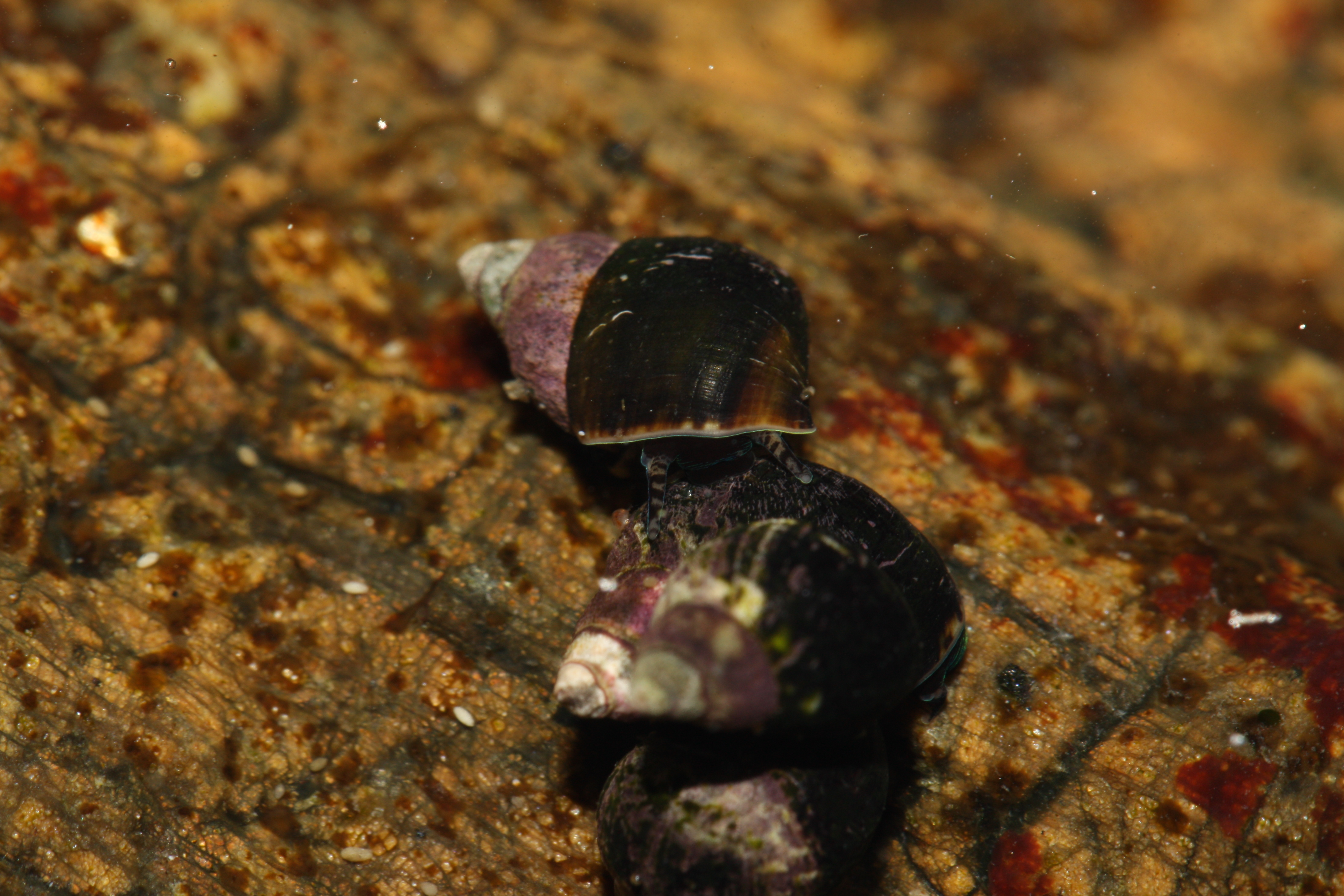